# Silnice II/193
Silnice II/193 je silnice II. třídy, která vede ze Žlutic do Havlovic. Je dlouhá 93,5 km. Prochází dvěma kraji a čtyři okresy.

## Vedení silnice

### Karlovarský kraj, okres Karlovy Vary
- Žlutice (křiž. II/205, III/1933)
- Borek (křiž. II/207, III/1934, III/1937, III/1938)
- Zbraslav

### Plzeňský kraj, okres Plzeň-sever

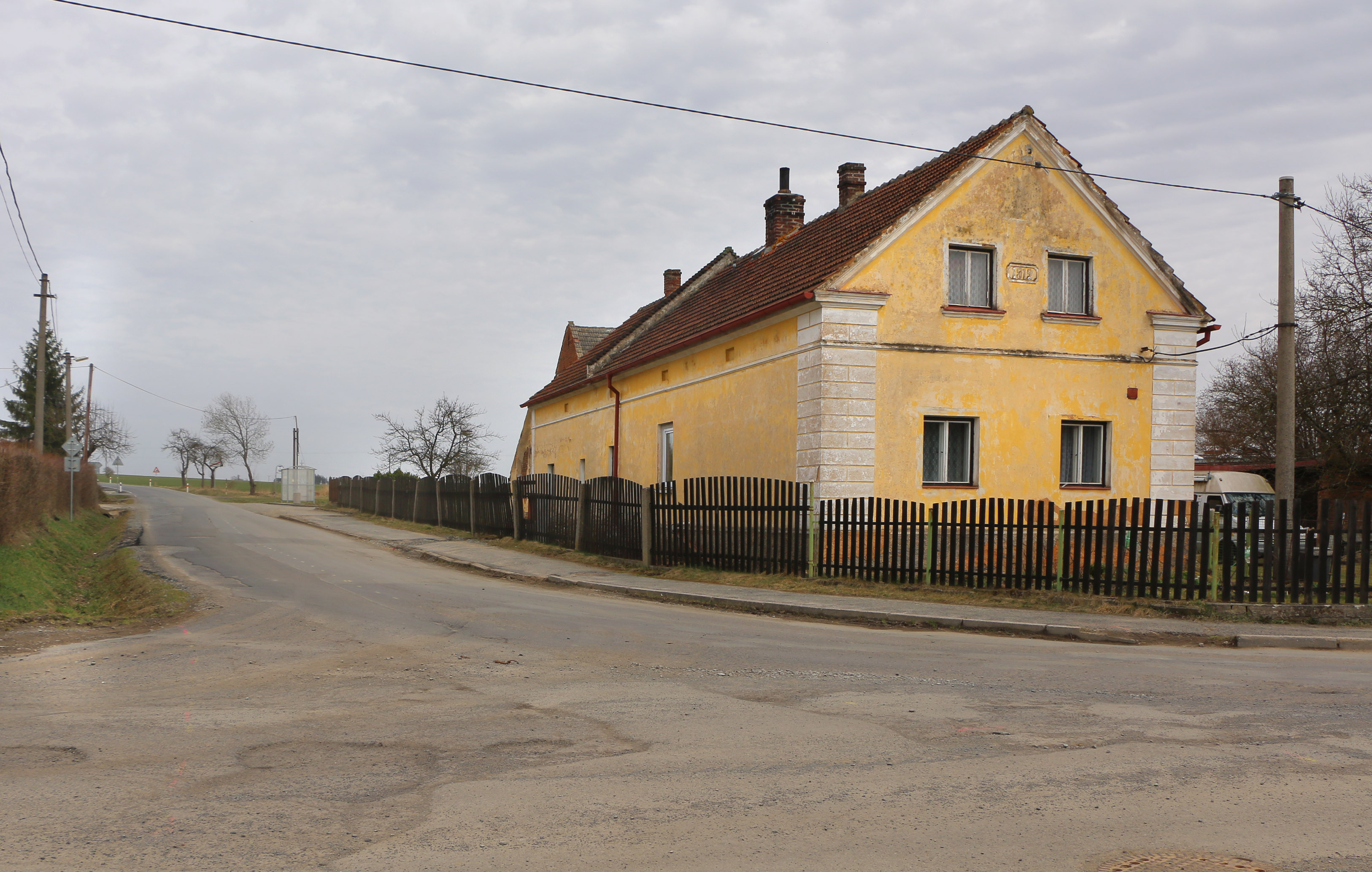
Průjezd obcí Pernarec

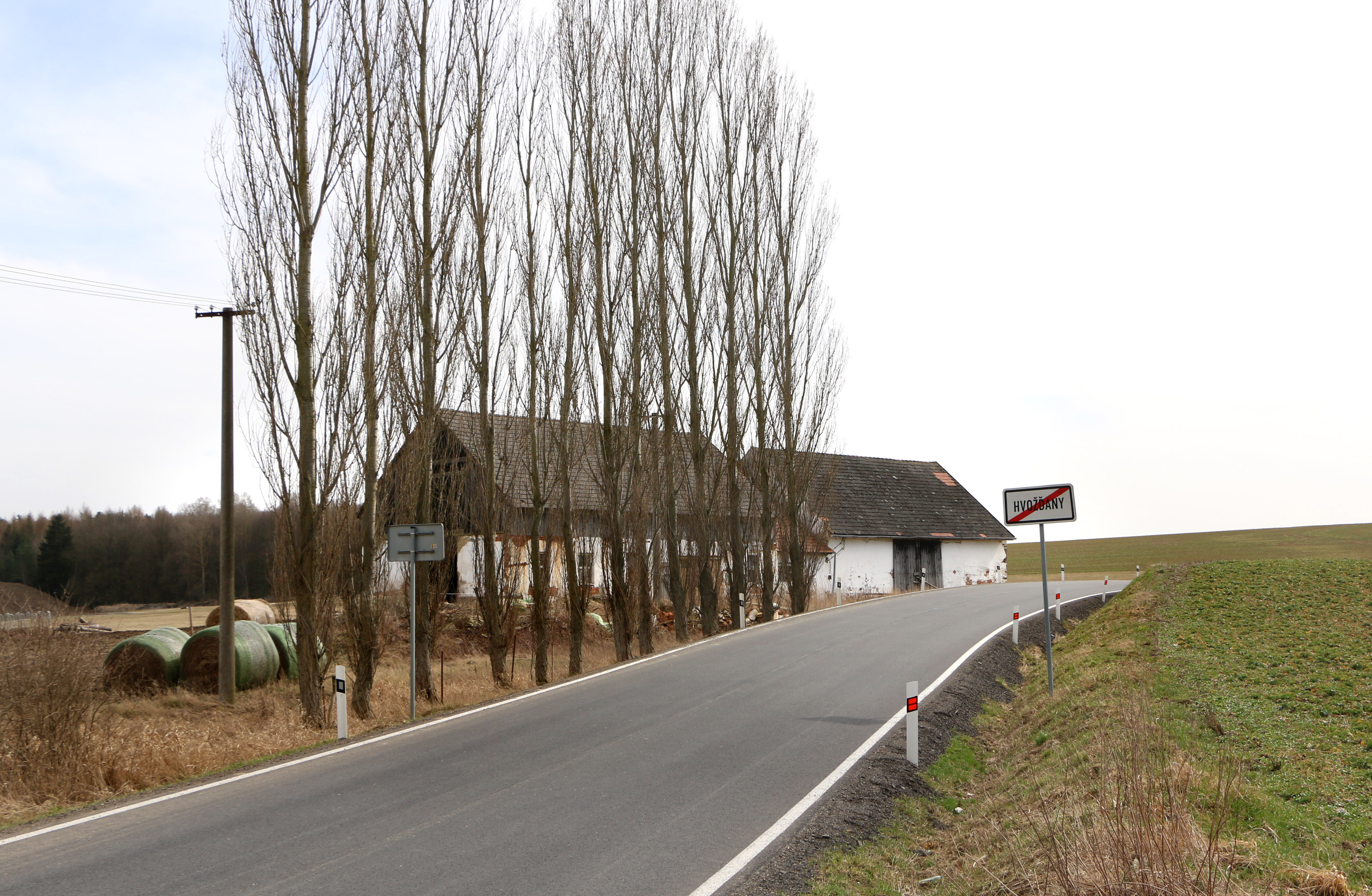
Opravená silnice v Hvožďanech

- Zhořec (křiž. III/1939, III/19310, III/19312, III/19313)
- Nečtiny (křiž. II/201, III/19314, peáž s II/201)
- Hrad Nečtiny
- Plachtín
- Čbán
- Úněšov (křiž. I/20, II/204, peáž s I/20)
- Hvožďany
- Málkovice (křiž. III/19315)
- Pernarec (křiž. III/19318, III/18054, III/19321)

### Plzeňský kraj, okres Tachov
- Trpísty (křiž. III/19326, III/19326a)
- Erpužice (křiž. III/19329)
- Únehle
- Stříbro (křiž. II/230, II/605, III/19331, III/19326, peáž s II/230, II/605)
- Kladruby (křiž. II/203, III/19332, peáž s II/203)
- Zhoř (křiž. III/19333, III/19337, III/19339)

### Plzeňský kraj, okres Domažlice
- Velký Malahov (křiž. III/19340)
- Ostromeč (křiž. III/19345)
- Pocinovice (křiž. III/19346)
- Borovice (křiž. III/19355)
- Horšovský Týn (křiž. I/26, II/200, III/19356, III/19357, III/18310)
- Jeníkovice (křiž. III/19359)
- Třebnice (křiž. III/19362)
- Domažlice (křiž. I/22, III/19364, peáž s I/22)
- Havlovice (křiž. I/26, III/19365, III/19366, III/19367)